# Kuronezumia bubonis
Kuronezumia bubonis es una especie de pez de la familia Macrouridae en el orden de los Gadiformes.

## Morfología
Los machos pueden llegar alcanzar los 60 cm de longitud total.

## Hábitat
Es un pez de aguas profundas que vive entre 585-1.300 m de profundidad.

## Distribución geográfica
Se encuentra al oeste del  Atlántico, al oeste del Índico y el Pacífico.